# Genlisea pallida
Genlisea pallida este o specie de plante carnivore din genul Genlisea, familia Lentibulariaceae, ordinul Lamiales, descrisă de E. Fromm-trinta și Amp; P. Taylor. Conform Catalogue of Life specia Genlisea pallida nu are subspecii cunoscute.